# Bahaba taipingensis
Bahaba taipingensis е вид лъчеперка от семейство Sciaenidae. Видът е критично застрашен от изчезване.

## Разпространение
Разпространен е в Китай (Джъдзян, Фудзиен и Шанхай), Макао и Хонконг.